# جیمی
جیمی (به لاتین: Cimi) یک منطقه مسکونی در جمهوری آذربایجان است که در شهرستان قوبا واقع شده‌است. جیمی ۱۲۰۹ نفر جمعیت دارد.